# Maîtresses marchandes lingères
Maîtresses marchandes lingères var ett skrå för linnesömmerskor i Paris. 
Skrået stiftades under 1200- eller 1300-talet och var fram till franska revolutionen ett av de starkaste skråna i Paris, både ekonomiskt och statusmässigt. Linnesömmerskorna sålde Spets (textil)|spetsar och alla slags tyger av linne och hampa och tillverkade alla sorters produkter inom linnesömnad till salu och på beställning. Enligt skråprivilegiet blev en linnesömmerska inte omyndig när hon gifte sig utan förblev myndig, vilket annars var ovanligt för en kvinna på den tiden. Trots att sömmerskor officiellt var utestängda från skrädderierna såg praktiken annorlunda ut, och förutom detta skrå skapades 1675 även Maîtresses couturières och 1776 Marchandes de modes. 